# Caloptilia prismatica
Caloptilia prismatica är en fjärilsart som först beskrevs av Edward Meyrick 1907.  Caloptilia prismatica ingår i släktet Caloptilia och familjen styltmalar.
Artens utbredningsområde är Sri Lanka. Inga underarter finns listade i Catalogue of Life.